# IC 1449
IC 1449 је спирална галаксија у сазвјежђу Водолија која се налази на листи објеката дубоког неба у Индекс каталогу.
Деклинација објекта је - 8° 45' 56" а ректасцензија 22h 35m 7,0s. Привидна величина (магнитуда) објекта IC 1449 износи 15,0 а фотографска магнитуда 15,8.